# Cilla Robach
Frida Cecilia Cilla Robach, ursprungligen Frida Cecilia Karlsson, född 31 mars 1969 i Lund, är en svensk konstvetare och konstkurator.

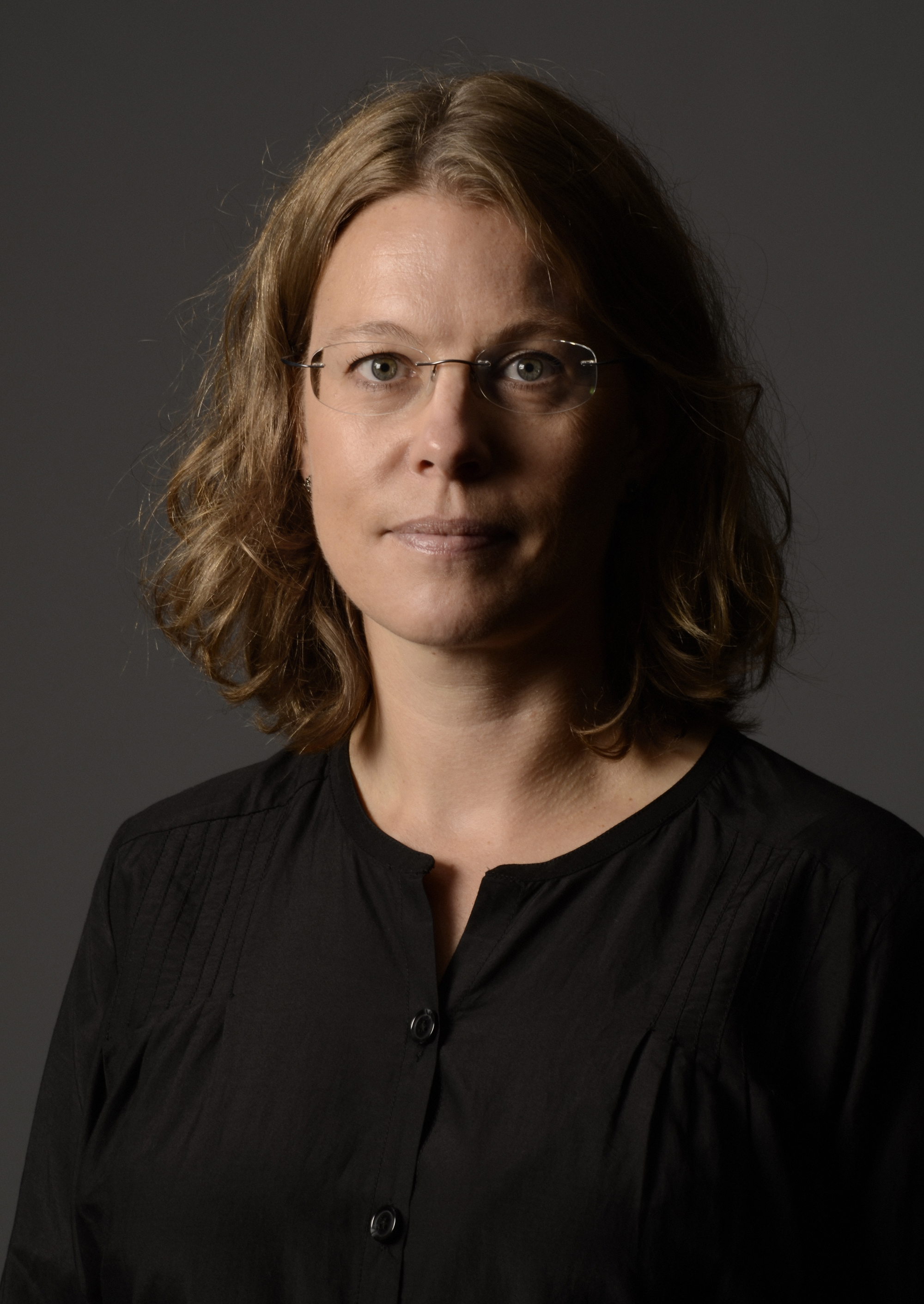
Cilla Robach.

## Biografi
Cilla Robach växte upp i Norrköping. Hon disputerade i konstvetenskap vid Uppsala universitet 2010 med avhandlingen Formens frigörelse. Konsthantverk och design under debatt i 1960-talets Sverige. I doktorsavhandlingen etablerade hon beteckningen den fria formen om föremål som bröt normer och konventioner inom femtio- och sextiotalets svenska formtraditioner.
Under perioden 1998–2013 var Robach intendent vid Nationalmuseum med särskild inriktning på nutida konsthantverk och design. År 2012 var hon kurator för Slow Art (utställning). Beteckningen Slow Art lanserades av Robach för att ringa in en samtida rörelse inom konsthantverket.
År 2005 lanserade Robach beteckningen konceptdesign om samtida kritisk design. Omkring millennieskiftet 2000 hade en förskjutning skett inom formvärlden, där en grupp designer och konsthantverkare närmade sig konstvärlden. Detta konceptuella förhållningssätt tvingade fram nya definitioner av designbegreppet samt vidgade uppfattningar om funktion, estetik, nationalitet och kvalitet. Robach analyserade förändringen i boken Konceptdesign.
Cilla Robach var rektor för Beckmans designhögskola 2013–2016.
20 december 2016 blev hon docent vid Uppsala universitet.
2016-2019 var hon förste intendent vid Nationalmuseum och sedan 2020 är hon enhetschef för samlingarna på Nationalmuseum. 2022 var hon curator för Nationalmuseums utställning Swedish Grace Konst och design i 1920-talets Sverige.